# Karigasniemi
Karigasniemi (same du Nord : Gáregasnjárga) est un village de la municipalité de Utsjoki en Finlande,. 

## Présentation
Le village, situé pied du mont Ailigás, est un poste frontière de la frontière entre la Norvège et la Finlande.
Il est à 18 kilomètres au sud-est du village norvégien de Karasjok. 
Karigasniemi se trouve sur les rives de l'Inarijoki, qui en aval, rejoint la rivière Karasjohka pour former le fleuve Teno.
La route régionale 970 mène, en environ 102 km, de Karigasniemi jusqu'au centre d'Utsjoki en suivant, par la rive droite, le cours du Teno. 
Karigasniemi se trouve sur la route entre Ivalo et Lakselv.